# Lợn đen Lũng Pù

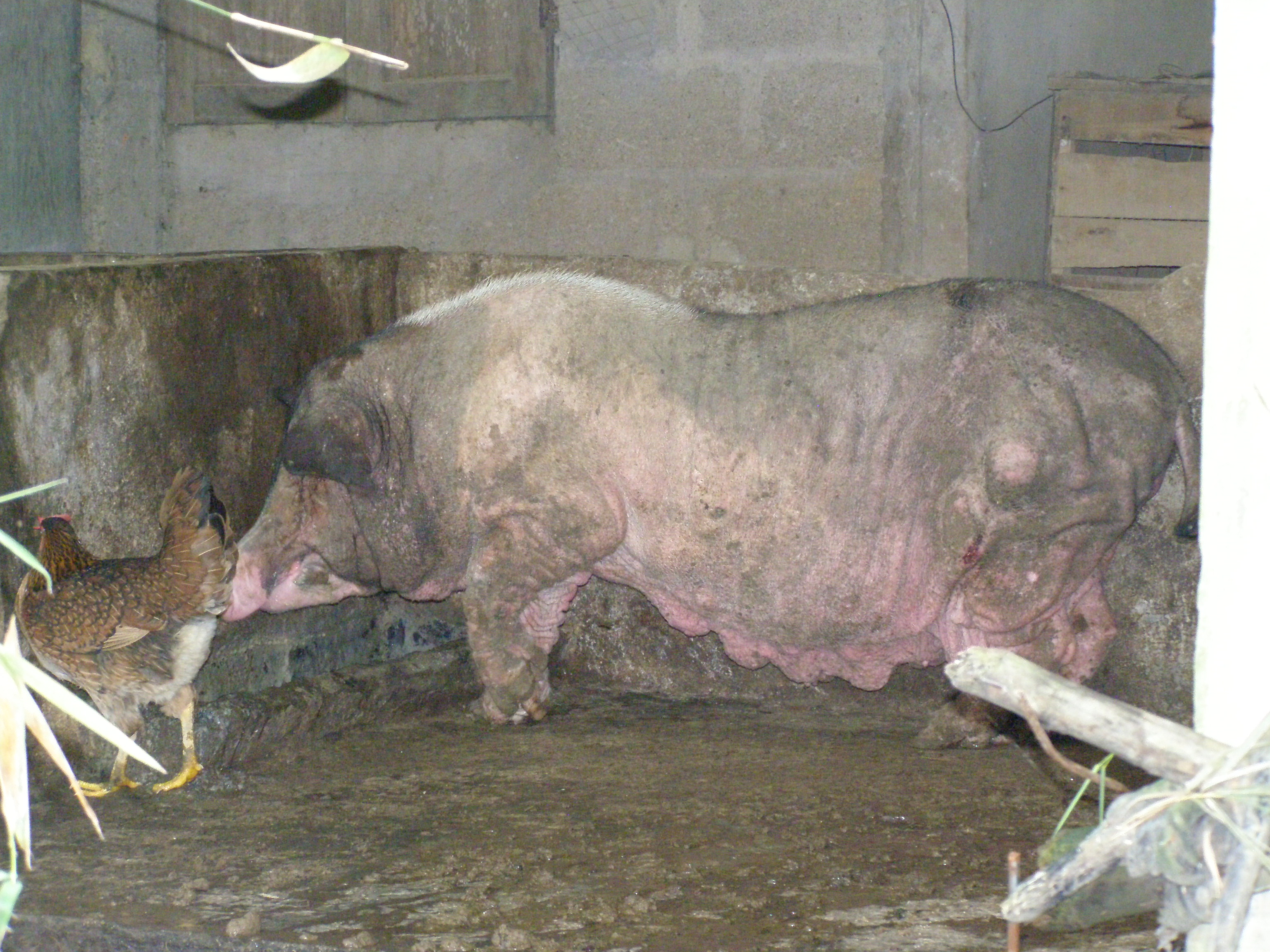
Lợn Lũng Pù với đặc điểm có một chỏm lông trắng trên đầu

Lợn đen Lũng Pù là giống lợn bản địa ở Mèo Vạc, hiện được chăn nuôi tại 4 huyện trong tỉnh Hà Giang Tên của chúng được đặt dựa theo địa danh Lũng Pù. Giống lợn đen Lũng Pù được thuần hóa từ lâu đời rất phù hợp với điều kiện chăn nuôi của người dân vùng cao của tỉnh này. Chúng là giống lợn quý của người H'Mông, tầm vóc to lớn. Chỉ bằng phương pháp nuôi kham khổ nấu bột ngô cộng lá, rau rừng băm nhỏ nhưng ít có giống lợn bản địa nuôi 10 đến 12 tháng đạt trọng lượng 80 đến 90 kg như lợn Lũng Pù.

## Đặc điểm
Lợn đen Lũng Pù có tầm vóc to lớn, nuôi 10 đến 12 tháng đạt trọng lượng 80 đến 90 kg. Khối lượng sơ sinh là 0,5-0,6 kg, nuôi thịt 10-12 tháng đạt tới 90–100 kg và trưởng thành khoảng 130–140 kg. Chỉ tiêu số con sơ sinh sống đã làm tăng được 0,89 con/ổ đẻ, tăng 0,05 kg/con, tăng 1,12 kg/con lúc 3 tháng tuổi và tăng 2,16 kg/con lúc đạt 6 tháng tuổi. Tăng khối lượng trung bình của giống lợn đen Lũng Pù là 374,91 +/-61,27 g/ngày. Giống lợn Lũng Pù thường được nuôi vỗ béo từ 8 đến 10 tháng tuổi, thậm chí có cá thể giết thịt khi đã đến 12 tháng tuổi.
Đây là giống lợn chiếm tỷ lệ cao nhất và có chất lượng tốt nhất so với các giống lợn địa phương khác của Hà Giang. Chúng có ngoại hình lông đen, dày và ngắn, da thô, tai nhỏ cúp, mõm dài trung bình. Thường gặp ở hai kiểu dáng ngoại hình, một loại 4 chân trắng và có đốm trắng ở trán và mõm, một loại đen tuyền Đặc điểm của những con lợn ở Lũng Pù thường trong một lứa có nhiều lợn đen hơn lợn khoang. Dù đen nhưng chúng có đốm 4 chân, xoáy trên đầu màu trắng. Lông đen, dày và ngắn, da thô; tai nhỏ cúp; mõm dài trung bình. Trung bình có 10 vú và bình quân đẻ 1,5 đến 1,6 lứa/năm. Giống lợn này có hai loại hình, một loại 4 chân trắng và có đốm trắng ở trán và mõm, một loại đen tuyền.
Đặc điểm nổi rõ về ngoại hình của giống lợn Lũng Pù là lông và da giống như lợn Táp Ná, lợn Bản hoặc lợn Móng Cái, đó là: lông và da đen, trừ 6 điểm trắng ở trán, 4 cẳng chân vàchóp đuôi, ngoại trừ không có yên ngựa màu trắng bắt qua vai như giống lợn Móng Cái. Lông dày và ngắn; da thô; tai nhỏ cúp; mõm dài trung bình; lưng không võng và bụng không xệ như Móng Cái. Đặc trưng nhất về ngoại hình của giống là chòm lông trắng ở trán của giống lợn Lũng Pù dài tạo thành một xoáy ngược lên đỉnh đầu. 

## Chất lượng thịt
Tỷ lệ móc hàm trung bình là 78,33%, tỷ lệ thịt xẻ trung bình là 66,02%. Dày mỡ lưng trung bình 15,84mm, tỷ lệ thịt nạc tương đương với các giống lợn nội Việt Nam, trung bình là 37,77%, tỷ lệ mỡ trung bình là 38,81%. Diện tích cơ thăn trung bình là 23,95cm2, tỷ lệ xương là 12,8%. Tỷ lệ protein thô giữa thịt thăn của giống lợn Lũng Pù nuôi tại Hà Giang không khác so với thịt mông (20%). Tỷ lệ protein thô của thịt
thăn lợn đen Lũng Pù, đạt 20,48%, thấp hơn so với lợn ngoại nuôi tại Hà Giang, đạt
21,55%. Tỷ lệ lipid thô đạt khá cao, thịt thăn đạt 2,57% và thịt mông đạt 2,17%. Tương tự, tỷ lệ tro thô đối với thịt thăn đạt 1,14% và thịt mông đạt 1,14%.
Lợn đen Lũng Pù có màu sắc của thịt thăn và thịt mông cũng như thịt rọi ba chỉ được đánh giá đẹp hơn so với thịt lợn ngoại cùng nuôi tại Hà Giang, thịt thăn, thịt mông lợn Lũng Pù có mùi thơm hơn và ngọt hơn so với thịt lợn ngoại tại Hà Giang, nhưng thịt vai của lợn Lũng Pù có mùi thơm tương đương với thịt lợn ngoại tại Hà Giang, Thịt thăn, vai và mông của lợn Lũng Pù có độ mềm tốt hơn so với lợn ngoại. Riêng thịt rọi ba chỉ, độ mềm lại kém hơn Nguyên nhân là do thịt rọi của chúng tích mỡ nhiều làm tăng độ ngấy, giảm độ ngon miệng, đặc biệt gây cảm giác nhiều mỡ

## Tập tính
Giống lợn này chiếm tỷ lệ lớn nhất và có chất lượng tốt nhất so với các giống lợn địa phương khác của Hà Giang. Do được thuần hoá lâu đời nên tính quý như thích nghi tốt với điều kiện khí hậu khắc nghiệt của vùng núi cao, lạnh tới 4-5 độ, biên độ chênh lệch ngày đêm tới 10-15 độ, dễ nuôi, phàm ăn và có sức đề kháng cao, chống chịu bệnh tốt. Do được thuần hóa lâu đời nên thích nghi tốt với điều kiện khí hậu khắc nghiệt của các huyện vùng cao, dễ nuôi, phàm ăn và có sức đề kháng cao, chống chịu bệnh tốt. So sánh với các giống lợn Việt Nam, lợn đen Lũng Pù có tốc độ tăng trọng khá cao, thịt lại thơm ngon.
Chúng có thể chống chịu bệnh tật tốt, ít hoặc hầu như không bị bệnh tật gì mặc dù điều kiện chăn nuôi mất vệ sinh, chăm sóc nuôi dưỡng kém; chịu kham khổ rất tốt: ăn tạp, phàm ăn kể cả thức ăn kém chất lượng vãn sống; sinh trưởng phát triển trung bình như các giống lợn nội khác thể hiện tăng khối lượng (TKL) thấp; sinh sản kém, đẻ ít con và số con cai sữa rất thấp. Ngoài thiếu ăn và chất lượng thức ăn không tốt, lợn phải chịu giá lạnh của vùng núi đá vào mùa Đông như ở Mèo Vạc, Đồng Văn, ... song chúng vẫn sống và phát triển bình thường. Giống lợn đen Lũng Pù được đánh giá có khả năng thích nghi cao hơn nhiều so với một số giống lợn nội khác nuôi tại Hà Giang. Vì vậy, tuy tăng khối lượng và tỷ lệ nạc thấp, song vẫn được người dân vùng núi phía bắc nuôi chúng vì dễ nuôi, ít bị bệnh tật.

## Phát triển

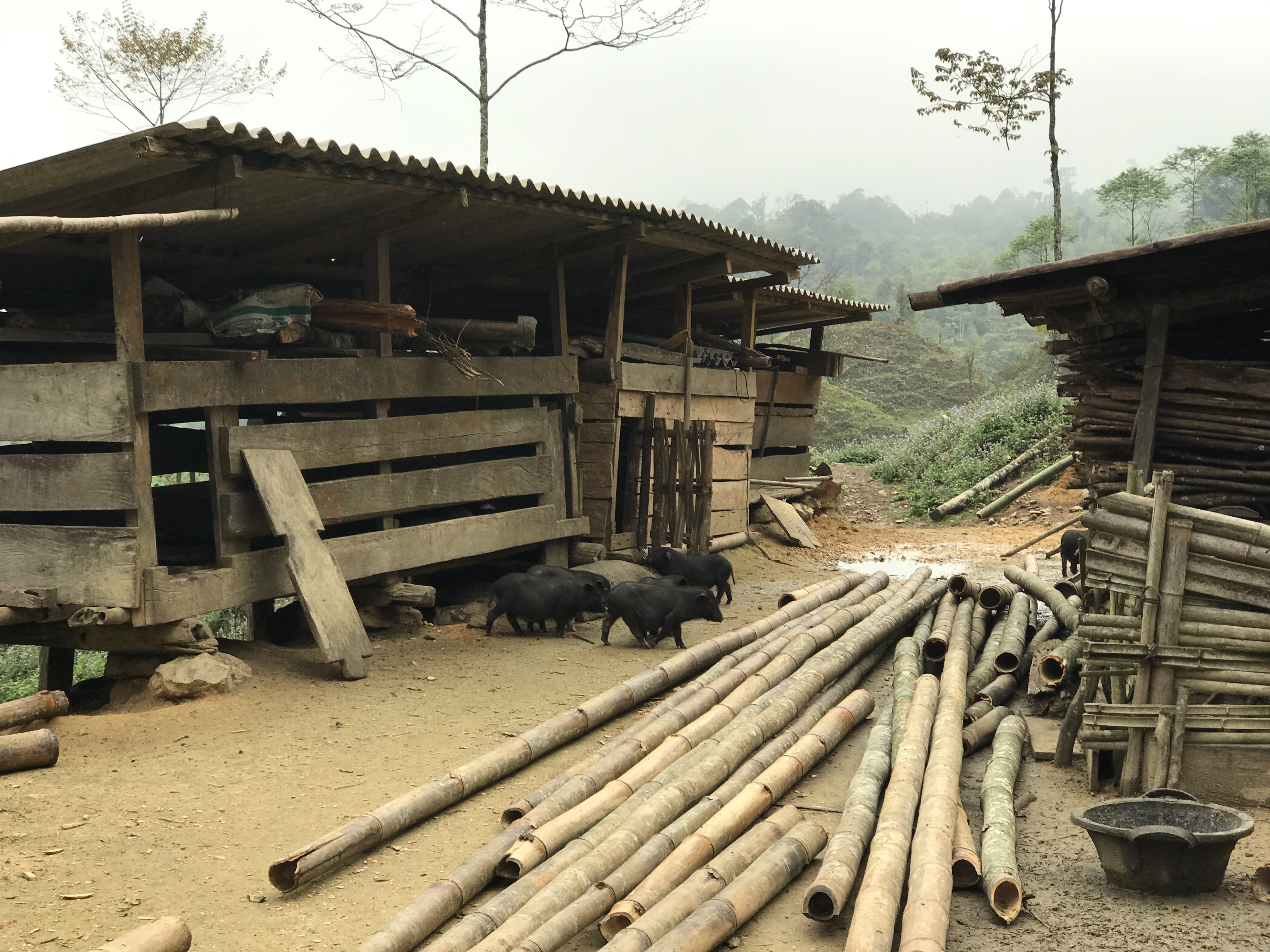
Lợn đen Tả Phìn Hồ ở Hà Giang

Giống lợn Lũng Pù hiện đang nuôi phổ biến tại một số thôn bản vùng núi cao của huyện Mèo Vạc, tỉnh Hà Giang. Ngoài ra, giống lợn này còn được nuôi tương đối nhiều ở các huyện miền núi của tỉnh Hà Giang và một số tỉnh lân cận thuộc vùng núi phía Bắc. Trong điều kiện miền núi Hà Giang, thịt chúng cho nhiều mỡ và việc này cũng có vai trò quan trọng vì người dân sử dụng mỡ để cải thiện bữa ăn. Mỡ vừa có thể dùng chế biến thức ăn vừa cung cấp nguồn năng lượng quan trọng cho nhu cầu của người dân và chống chịu lại khí hậu lạnh giá của vùng núi đá.
Lợn Lũng Pù vẫn nuôi lợn theo kiểu thả rông hay nuôi nhốt nhưng không thâm canh, chỉ cho ăn kiểu bỗ bã như thái rau rừng nấu với bột ngô. Khi bán lợn giống, giá lợn Lũng Pù cũng không cao hơn mấy tí với các giống khác, khi mổ lợn thịt, giá mua cũng chỉ ngang với giá lợn thường. Ngoài ra do trình độ chăn nuôi của đồng bào vùng cao còn thấp, công tác tuyển giống chưa được chú trọng nuôi dưỡng và chọn lọc, nên nhiều giống gia súc hiện đang bị lai tạp, mất đi sự thuần chủng và nhiều nguồn gen quý mất đi một cách nhanh chóng.
Chính người dân địa phương đã để tình trạng giống lợn đen Lũng Pù, giao phối cận thân dẫn đến tình trạng lợn đen Lũng Pù bị cận huyết rất cao, dần có nguy cơ bị tuyệt chủng. Họ không hề nuôi lợn đực giống. Tất cả con nái khi đến kỳ động dục đều được người chăn nuôi đi mượn những con lợn đực nuôi thương phẩm, chưa bị thiến, kích cỡ khoảng 20–25 kg về làm giống. Chính vì sự thiếu sót này mà hiện tượng giao phối cận huyết rất phổ biến nên chất lượng lợn Lũng Pù nhiều khi không ổn định, có nguy cơ đi xuống.